# طيب بن محمد الكناني
طيب بن محمد بن هارون بن عبد الرحمن بن الفضل بن عميرة الكناني العتقي، من أهل تدمير؛ يكنى أبا القاسم؛ ويكنى أبوه بأبي هارون. يروي عن الصباح بن عبد الرحمن، وفضل بن سلمة، ويحيى بن عون بن يوسف الخزاعي، وحماس. توفي بالأندلس سنة 328هـ. ذكره أبو سعيد؛ وفيه عن غيره ولطيب هذا ذرية بتدمير، يقال لهم بنو نعمان بن طيب.